# Amt Lebus
Das Amt Lebus ist ein 1992 gebildetes Amt im Landkreis Märkisch-Oderland des Landes Brandenburg, in dem sich zunächst neun Gemeinden und die Stadt Lebus im damaligen Kreis Seelow zu einem Verwaltungsverbund zusammengeschlossen hatten. Amtssitz ist die Stadt Lebus. Durch Gemeindezusammenschlüsse verwaltet das Amt noch vier Gemeinden und die Stadt Lebus.

## Geographische Lage
Das Amt liegt im Südosten des Landkreises Märkisch-Oderland. Es grenzt im Norden an das Amt Golzow, im Osten an dem Landkreis Powiat Słubicki (Woiwodschaft Lebus) der Republik Polen, im Süden an die kreisfreie Stadt Frankfurt (Oder) und das Amt Odervorland sowie im Westen an das Amt Seelow-Land.

## Gemeinden und Ortsteile
Das Amt Lebus umfasst die folgenden Gemeinden:
- Lebus (Stadt) mit den Ortsteilen Mallnow, Schönfließ und Wulkow
- Podelzig (mit Kolonie und Siedlung) sowie den Ortsteilen Klessin und Wuhden
- Reitwein
- Treplin
- Zeschdorf mit den Ortsteilen Alt Zeschdorf, Döbberin und Petershagen

## Geschichte
Der Minister des Innern des Landes Brandenburg erteilte am 21. April 1992 mit Wirkung zum 22. Mai 1992 seine Zustimmung zur Bildung des Amtes Lebus. Zum Sitz der Amtsverwaltung wurde die Stadt Lebus bestimmt. Das Amt umfasste 1992 die Gemeinden
1. Alt Zeschdorf
2. Döbberin
3. Mallnow
4. Petershagen
5. Podelzig
6. Reitwein
7. Schönfließ
8. Treplin
9. Wulkow
10. Stadt Lebus

Zum 31. Dezember 1997 schlossen sich Alt Zeschdorf, Döbberin und Petershagen zur neuen Gemeinde Zeschdorf zusammen. Schönfließ wurde zum 31. Dezember 1998 nach Lebus eingemeindet.  Am 30. November 2001 mit Wirkung zum 31. Dezember 2001 genehmigte der Minister des Innern die Eingliederung der Gemeinden Mallnow und Wulkow bei Booßen in die Stadt Lebus.

## Bevölkerungsentwicklung
| Jahr | Einwohner |
| ---- | --------- |
| 1992 | 5 206     |
| 1995 | 5 658     |
| 2000 | 6 710     |
| 2005 | 6 769     |
| 2010 | 6 398     |
| 2015 | 6 083     |

| Jahr | Einwohner |
| ---- | --------- |
| 2020 | 6 098     |
| 2021 | 6 092     |
| 2022 | 6 075     |
| 2023 | 6 035     |
| 2024 | 5 975     |

 Gebietsstand des jeweiligen Jahres, Einwohnerzahl: Stand 31. Dezember, ab 2011 auf Basis des Zensus 2011, ab 2022 auf Basis des Zensus 2022

## Amtsdirektoren
- 1992–1993: Hans-Peter Walter[12]
- 1994–1995: Hans-Jörg Strahlendorf
- 1996–1998: Hans-Joachim Fricke
- 1998–2003: Margot Franke (amtierend)
- 2004–2020: Heiko Friedemann[13]
- seit 2020: Mike Bartsch

Friedemann wurde am 20. September 2011 vom Amtsausschuss für weitere acht Jahre in seinem Amt bestätigt. Am 1. Januar 2012 begann seine zweite Amtsperiode, die bis zum Januar 2020 dauerte.

Der Amtsausschuss wählte am 30. Oktober 2019 Mike Bartsch für die im Januar 2020 beginnende Amtsperiode von acht Jahren.